# Brisighèla
Brisighella (en emilià-romanyol Brisighèla) és un municipi italià, situat a la regió d'Emília-Romanya i a la província de Ravenna. L'any 2010 tenia 7.847 habitants. Limita amb els municipis de Casola Valsenio, Castrocaro Terme e Terra del Sole (FC), Faenza, Forlì (FC), Marradi (FI), Modigliana (FC), Palazzuolo sul Senio (FI) i Riolo Terme.

## Història
Els orígens de la vila es remunten a 1200, quan el condottiero Maghinardo Pagani va fer construir sobre una de les tres roques de selenita el bastió més important de la Vall del Lamone. En 1310 Francesco Manfredi, senyor de Faenza, erigí en un altre esperó la fortalesa de roca de Brisighella, modificada per un dels seus descendents, Astorgio, a mitjans del segle xv i completada pels venecians el 1508.
Aquí van néixer el cardenal Bernardino Spada, Michele Lega, Amleto Giovanni Cicognani, Dino Monduzzi i Achille Silvestrini.

## Administració
| Període | Identitat        | Partit        |
| ------- | ---------------- | ------------- |
| 2009-   | Davide Missiroli | Llista Cívica |

## Galeria d'imatges

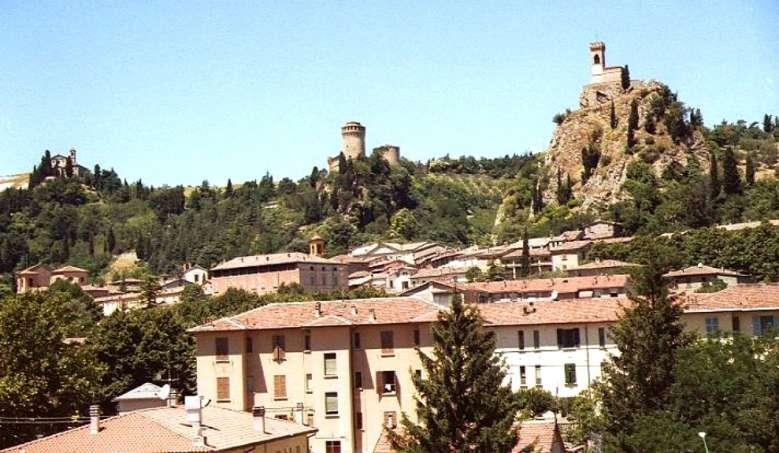
Els tres turons de Brisighella
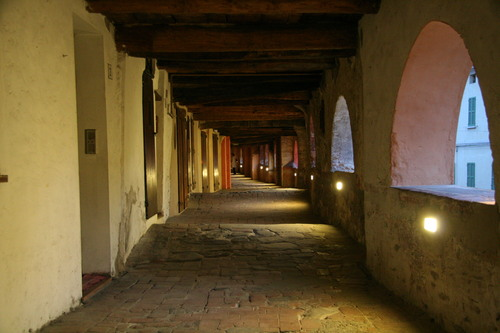
La via dels Ases
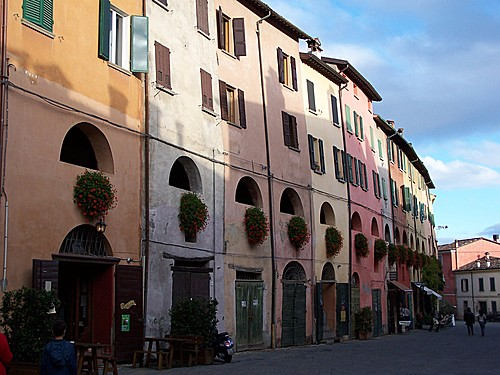
Exterior de la via dels Ases